# マックス・シュルツェ

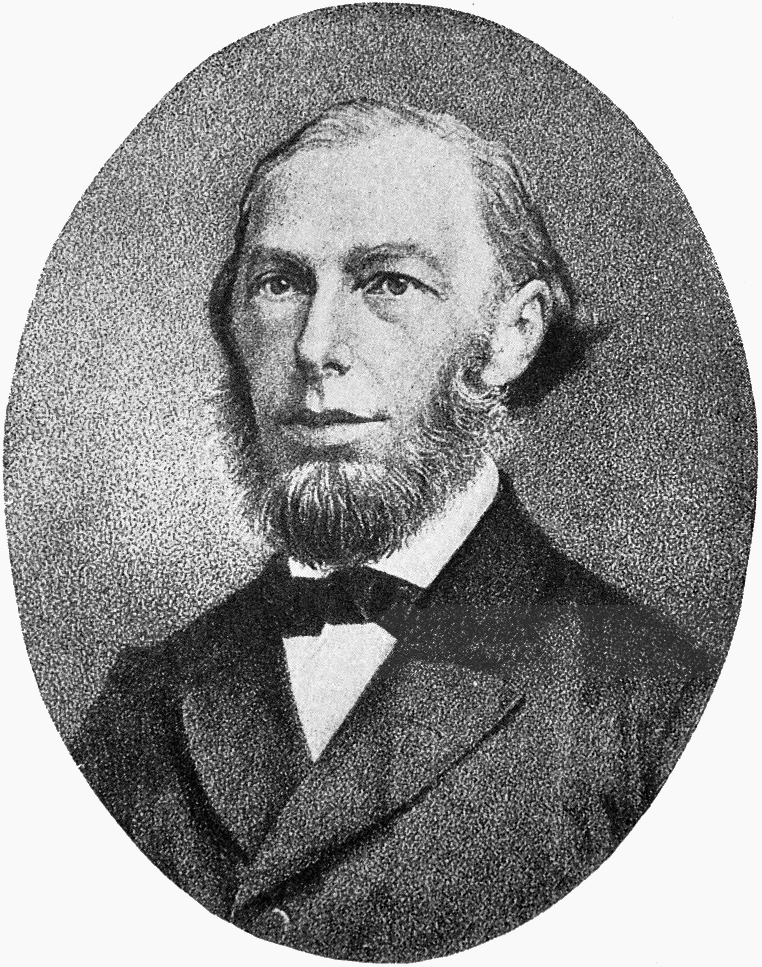
Max Schultze

マックス・ヨハン・ジグモント・シュルツェ（Max Johann Sigismund Schultze、1825年5月25日 - 1874年1月16日）は、ドイツの解剖学者、動物学者である。

## 略歴
フライブルクに生まれた。学者の家系で、父親のアウグスト・シュルツェは医学者で、フライブルク大学の解剖学と生理学の教授などを務め、兄のベルンハルト・シュルツェはイェーナ大学の教授を務めた婦人科医で、弟のジグムント・シュルツェは法律家で ストラスブール大学の教授を務めた。
1845年からグライフスヴァルト大学で学び始め、1845年から1846年のウィンター・セミナーではベルリン大学のヨハネス・ペーター・ミュラーのもとで学んだ。1849年に博士号を得て、1850年にグライフスヴァルト大学の講師、助手となった。1854年にハレ大学の教授、1859年にボン大学の教授となった。1872年にボンの解剖学研究所の所長となった。1865年に学術誌、"Zeitschrift Archiv für mikroskopische Anatomie"を創刊し、没するまで編集を続けた。
生物の「細胞説」の先駆者の一人で細胞を核を持つ原形質の塊であると考え、原形質の研究の端緒となった。解剖学の分野では網膜の錐体細胞と杆体細胞を区別し、血小板の先駆的研究をしたことで知られる。

## 著作
- De arteriarum notione, structura, constitutione chemica et vita. (Gryphiae, 1849) Diss.
- Beiträge zur Naturgeschichte der Turbellarien (1851)
- Über den Organismus der Polythalamien (Foraminiferen) nebst Bemerkungen über die Rhizipoden im Allgemeinen. Leipzig, Engelmann, 1854
- Beiträge zur Kenntnis der Landplanarien (1857)
- Zur Kenntnis der elektrischen Organe der Fische (1858)
- Die Hyalonemen (1860)
- Über Muskelkörperchen und das, was man eine Zelle zu nennen habe (1861)[1]
- Das Protoplasma der Rhizopoden und der Pflanzenzellen (1863)
- De ovorum ranarum segmentatione (1863)
- Ein heizbarer Objecttisch und seine Verwendung bei Untersuchungen des Blutes (1865)
- Zur Anatomie und Physiologie der Retina (1866)
- Ueber den gelben Fleck der Retina, seinen Einfluss auf normales Sehen und auf Farbenblindheit. Bonn: M. Cohen u. Sohn, 1866
- Über die zusammengesetzten Augen der Krebse und Insekten (1868)
- Observationes de structura cellularum fibrarumque nervearum (1868)